# Фрауэнвальд
Фрауэнвальд (нем. Frauenwald) — община в Германии, в земле Тюрингия. 
Входит в состав района Ильм. Подчиняется управлению Реннштейг.  Население составляет 1010 человек (на 31 декабря 2010 года). Занимает площадь 19,11 км².

## Фотографии

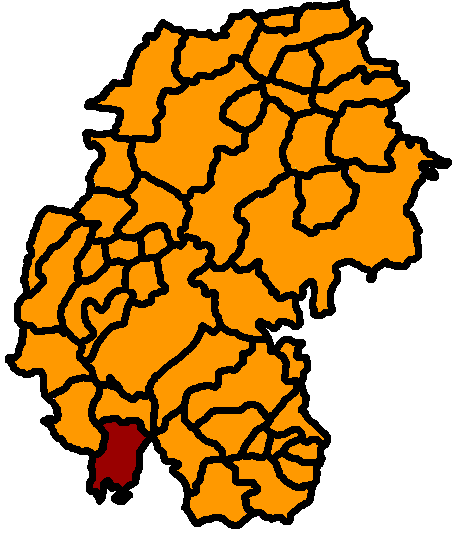
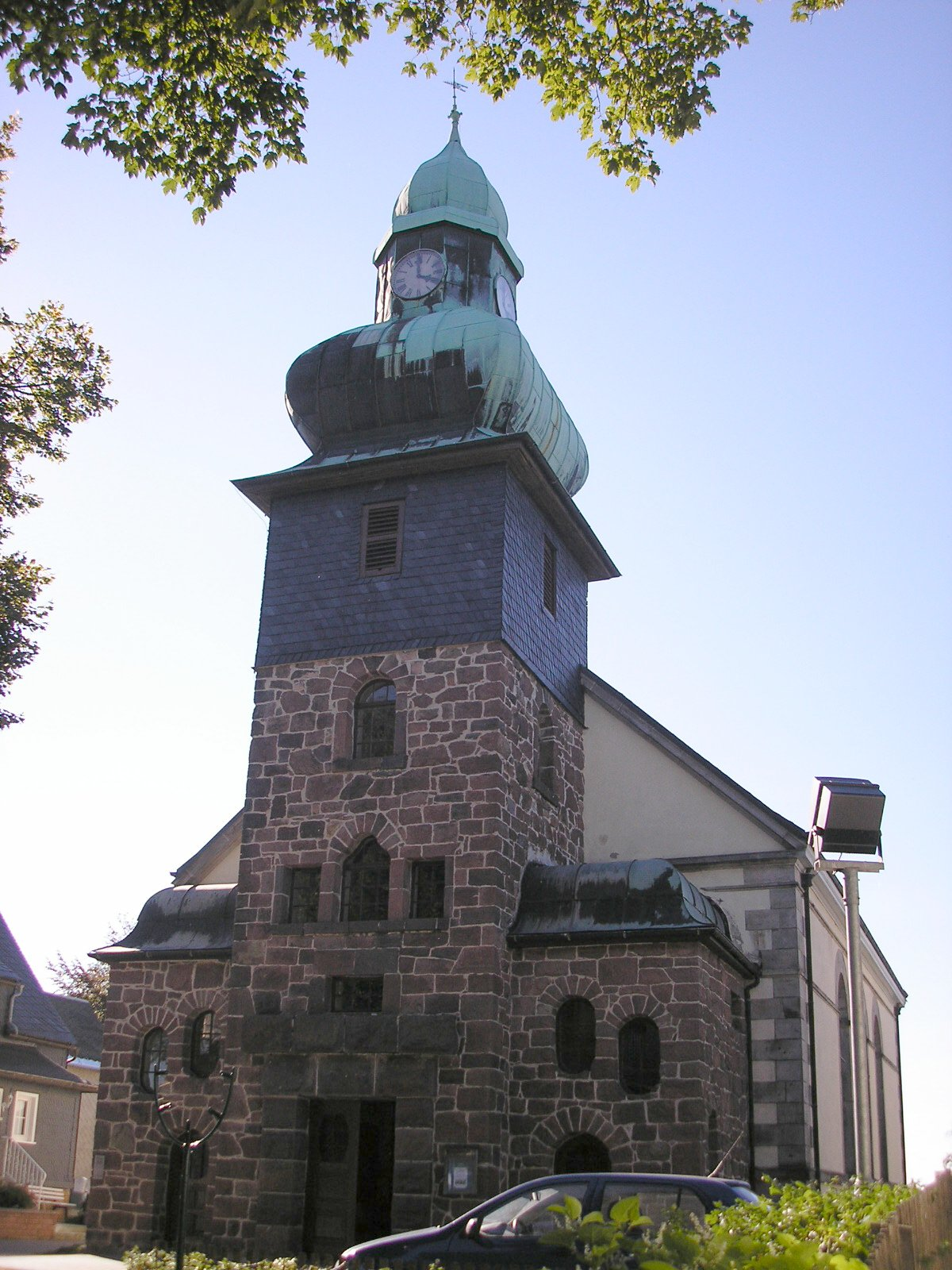
Церковь
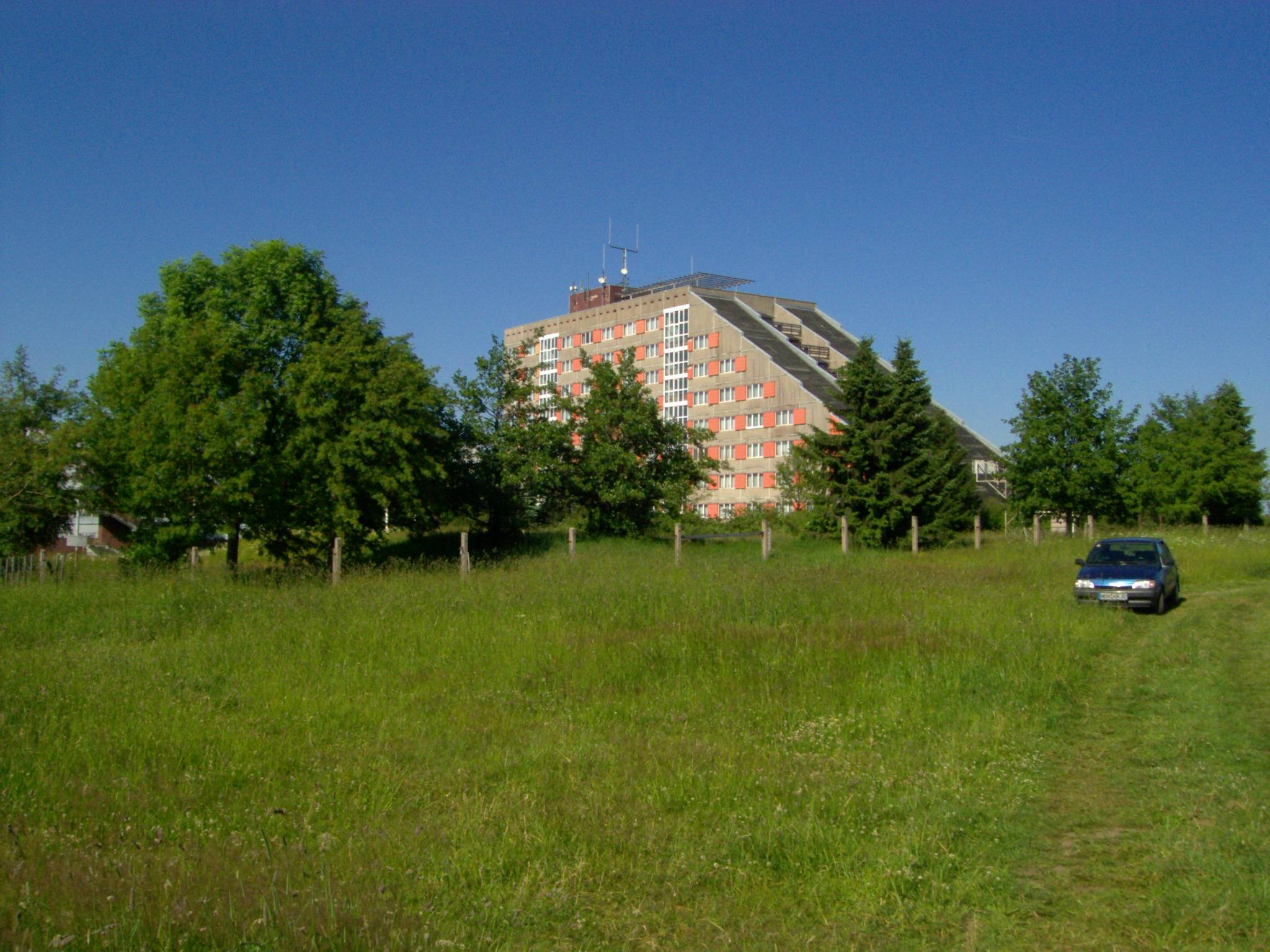